# Precursore sismico elettromagnetico
Con il termine precursore sismico elettromagnetico (Seismic Electromagnetic Precursor o SEP in anglosassone) si fa riferimento ad una ipotesi secondo la quale un forte terremoto sarebbe preceduto da un'emissione elettromagnetica naturale locale osservabile.

## Descrizione

### Nascita della teoria
La prima osservazione strumentale verificata di un precursore sismico elettromagnetico fu compiuta nel 1880 da parte del geologo britannico John Milne che la descrisse come un fenomeno di natura elettrica e magnetica connesso ai terremoti, mentre una prova scientifica dell'esistenza dei precursori sismici elettromagnetici risulterebbe dall'analisi delle registrazioni effettuate attraverso la rete di magnetometri dell'Università di Chubu situati a Nakatsugawa (coordinate geografiche; 35.42°N, 137.55°E), Shinojima (34.67°N, 137.01°E), e Izu (34.64°N, 137.01°E), nei giorni che precedettero il forte sisma giapponese Mw9 che si abbatté sulla regione di Tōhoku l'11 marzo 2011 alle ore 14:46:24 locali (UTC+9). Questa osservazione è stata presentata alla comunità scientifica internazionale nel 2013. Il termine "precursore sismico elettromagnetico" rappresenta dunque un'evoluzione del concetto delle emissioni radio pre-sismiche di Milne, anche rispetto al primo acronimo utilizzato dagli scienziati del XX secolo, SES (da Seismic Electric Signals), che era stato coniato precisamente nel 1981:

### Meccanismo di formazione
Possibili spiegazioni sulla origine dei segnali radio pre-sismici sono state proposte da molti ricercatori, ma mai nessuna di queste si è dimostrata definitiva in quanto, soprattutto durante la prima metà del 1900, le ipotesi proposte furono innumerevoli. L'idea predominante tra gli scienziati era che le emissioni radio pre-sismiche fossero delle emittenti naturali locali prodotte attraverso vari tipi di fenomeni, tra i quali:
- l'effetto piezomagnetico,
- l'effetto piezoelettrico,
- l'effetto elettrocinetico,
- la creazione di microfratture.

Oggi la teoria più accreditata, soprattutto dalla fine del secolo XX, afferma che la fonte iniziale della maggior parte delle anomalie sismiche di tipo elettromagnetico siano localizzabili attraverso un'elevata densità di crepe del sottosuolo (teoria delle microfratture) formatesi a seguito di elevate sollecitazioni meccaniche, indotte dal movimento delle placche tettoniche. Si ipotizza che quando una roccia subisce una deformazione meccanica, per effetto piezoelettrico potrebbe emettere una radiofrequenza. Un precursore sismico elettromagnetico sarebbe quindi un'emissione naturale localizzata, generata in un'area della crosta terrestre in cui si accumula stress meccanico causato dal movimento delle placche tettoniche . Quando le rocce iniziano a subire una deformazione meccanica, con la delineazione di un piano di faglia, queste, comportandosi come un materiale piezoelettrico, inizierebbero ad emettere una radiofrequenza che raggiungerebbe un rapido incremento di intensità quando lo stress meccanico, superando il carico di rottura della roccia, produce il fagliamento. Quando questo avviene, si ha una rottura delle rocce incluse nel piano di faglia (con la conseguente creazione di microfratture) e segue un rapido scorrimento dei margini della faglia ossia il terremoto. L'emissione elettromagnetica, secondo questa teoria inizierebbe, quindi, durante la deformazione meccanica delle rocce incluse nella faglia e termina quando queste si frantumano. Questo meccanismo spiegherebbe i precursori sismici elettromagnetici come emissioni radio locali che precedono i terremoti, e perché l'intensità dell'emissione elettromagnetica varia in funzione del tipo e della quantità dei minerali inclusi nel piano di faglia. Infatti i precursori sismici elettromagnetici non sarebbero osservabili in tutti i terremoti a causa del fatto che la crosta terrestre ha una composizione di minerali disomogenea.

### Caratteristiche
La frequenza delle emissioni radio pre-sismiche (ossia dei precursori sismici elettromagnetici) subisce delle variazioni in funzione del mezzo di propagazione e soprattutto in funzione del tipo di antenna utilizzata per monitorare queste emissioni. La letteratura scientifica disponibile realizzata dalla fine degli anni cinquanta alla fine degli anni novanta sulle emissioni radio pre-sismiche ha chiarito che la larghezza di banda di questi segnali spazia dal limite più basso conosciuto della radiofrequenza rappresentato dalla banda SELF (0-<3 Hz) sino a raggiungere la banda UHF (300-3000 MHz); mentre l'intensità è inversamente proporzionale alla frequenza: le emissioni radio pre-sismiche di maggiore intensità si osservano nella banda SELF-ELF, quelle più deboli nella banda UHF. (Gokhberg et al, 1985, b1995; Slifkin, 1996; Sobolev e Demin, 1980; Varotsos e Alexopoulos, 1986 Bernard, 1992; Dobrovolsky et al, 1989; Fitterman, 1979b; Meyer e Pirjola, 1986; Miyakoshi, 1986; Yoshimatsu, 1957; Noto, 1933; Varotsos et al., 1998; Bernard, 1992; Gershenzon e Gokhberg, 1989, 1993; Hayakawa e Fujinawa, 1994; Johnston, 1989, 1997; Lighthill, 1996; Park, 1996; Park et al, 1993; Rikitake, 1976a, 1976b; Mueler e Johnston, 1990; Honkura e Kubo, 1986; Eleman, 1965; Ivanov, 1939; Leland, 1975; Martner e Sparks, 1959; Mastov et al, 1983, 1984; Solomatin et al, 1983a, 1983b).

### I maggiori studi condotti sui precursori sismici elettromagnetici
Grazie al progresso tecnologico nel campo dell'elettronica e dell'informatica, dalla fine degli anni '70 la comunità scientifica internazionale fu in grado di realizzare strumenti per la ricerca dei Precursori Sismici Elettromagnetici molto più efficienti di quelli realizzati nei decenni precedenti: la disponibilità di amplificatori operazionali di nuova generazione e l'incremento del bit depth nella codifica dell'audio digitale, consentirono ai ricercatori di analizzare, con un'efficienza mai vista prima, i segnali radio con frequenze dell'ordine dei mHz. Di seguito sono elencati gli studi più importanti che la comunità scientifica internazionale ha realizzato dagli anni '80 sino al 2010; si tratta di studi elencati frequentemente in centinaia di pubblicazioni scientifiche condotte sui Precursori Sismici Elettromagnetici e che hanno consentito di progredire giungendo, attualmente, al concetto di Precursori Sismici Geomagnetici:
- 1980: Fu osservato un aumento del segnale radio a 81 kHz (Banda LF) alcuni minuti/ore prima di forti terremoti distanti alcune centinaia di Km dal ricevitore (Gokhberg, 1982 e Yoshino, 1991).[13]
- 1981: In Grecia fu coniato il termine "Seismic Electric Signals (SES)". Venne realizzato il primo impiego scientifico dei segnali radio pre-sismici. (Varotsos, 1993a; Varotsos, 1993b).[14]
- 1988: Furono osservate anomalie del campo geomagnetico (Banda SELF/ELF) precedere il sisma M6,9 del 7 dicembre, che si abbatté a Spitak, in Armenia (Molchanov, 1992; Kopytenko, 1993).[15]
- 1989: Venne osservata una variazione del fondo geomagnetico (Banda SELF/ELF: 0,01–10 Hz) che precedette il sisma M7,1 del 17 ottobre che si abbatté a Loma Pietra, nella California Centrale (Fraser-Smith, 1990).[16]
- 1980-1990: Tra la fine del 1980 e la fine del 1990 furono realizzati osservatori attivi sui Precursori Sismici Elettromagnetici in America, Grecia e Giappone (Varotsos).
- Anomalie del fondo geomagnetico furono osservate precedere il sisma M8, che si abbatté sul Guam l'8 agosto (Hayakawa, 1996).
- 1997-2002: Uno studio condotto tra l'Aprile 1997 e il marzo 2002 da due gruppi di ricerca: RIKEN (Physical and Chemical Institute) e NASDA (National Space Development Agency of Japan), è stata riscontrata l'esistenza di anomalie elettromagnetiche nella banda SELF precedere terremoti M6+.
- 2007: Seiya Uyeda, ricercatrice dell'Università di Tokai, Giappone, afferma che è possibile prevedere i terremoti attraverso una metodologia di indagine multidisciplinare che prevede l'utilizzo di ricevitori radio, sismometri, micro-anomalie del comportamento animale, geodesia, misurazioni GPS e studio della geodinamica.
- 2010: Viene osservata una stretta correlazione tra l'attività sismica globale M6+ e l'attività geomagnetica terrestre (Banda ELF-ULF) (Gabriele Cataldi, Daniele Cataldi, Valentino Straser).

### Altri acronimi riferiti ai precursori sismici elettromagnetici
- Seismic Electric Signal o SES in anglosassone.[17]
- SeismoElectroMagnetic Signal o SEMS in anglosassone.[18][19]
- ElectroSeismic Signal o ESS in anglosassone.[20]
- Seismic Electromagnetic Precursor o SEP in anglosassone.[21]

### Principali progetti scientifici ed enti pubblici o privati che si occupano dello studio dei precursori sismici elettromagnetici
- IEVPC[22] (International Earthquake and Volcano Prediction Center), Orlando, Florida, USA. Attivo dal 2012.
- Radio Emissions Project[23] Primo progetto italiano privato di ricerca scientifica dedicato al monitoraggio e allo studio dei precursori sismici elettromagnetici. Fondato tra il 2008 e il 2009 da Gabriele Cataldi e Daniele Cataldi, ha consentito di realizzare la prima rete italiana di monitoraggio elettromagnetico ambientale (attiva 24h7) sintonizzata tra la banda SELF e la banda VLF (>0-30kHz), con una risoluzione inferiore al mHz (1mHz = 0,001Hz). Dal 2017 la rete è stata implementata anche con il sistema Radio Direction Finding (RDF).
- EMSEV[24] (Electromagnetic Studies of Earthquakes and Volcanoes). Progetto dell'"Earthquake Prediction Research Center" dell'Università di Tokai[25] (Giappone) che si occupa di promuovere la cooperazione tra ricercatori nell'ambito della ricerca scientifica sulla previsione sismica. Attivo dal 2009.
- EMV[26](Electromagnetic Variations). Progetto greco per il monitoraggio dei precursori sismici elettromagnetici attivo dal 1987. ;
- SEMEP[27] (Search for Electro-Magnetic Earthquake Precursors). Progetto nato in collaborazione tra la Comunità europea e la Russia nel 2010, dopo un incontro al Seventh Framework Programme (FP7[28]).
- Pre-EarthquakesProject[29]. Progetto nato da un accordo tra Italia, Germania, Turchia e Russia che si occupa di studiare le emissioni radio pre-sismiche. Attivo dal 2013.
- iSTEP Project[30] (integrated Search for Taiwan Earthquake Precursor). Progetto di ricerca scientifica cinese dedicato allo studio dei precursori sismici. Attivo dal 2002.
- Integrated Earthquake Frontier Project. L'ex Agenzia della tecnologia e della scienza del governo giapponese (JST) dopo il disastroso terremoto di Kobe (M7,3 – 17 gennaio 1995) creò un progetto di ricerca sui precursori sismici chiamato Integrated Earthquake Frontier Project. Nell'ambito di questo progetto due agenzie istituzioni furono inviate a svolgere 5 anni (1996-2001) di studi sulla fattibilità dell'uso dei precursori sismici elettromagnetici: il RIKEN (Physical and Chemical Institute) e il NASDA (National Space Development Agency of Japan). Tale progetto di studio fu denominato: Earthquake Remote Sensing Frontier Project[31].
- SSTL[32] (Small Satellite for Earthquake Prediction). Attivo tra il 2001 e il 2003, fu il progetto di ricerca del Surrey Space Center dell'Università del Surrey (Inghilterra) dedicato allo studio dei precursori sismici ionosferici e realizzato attraverso il monitoraggio del fondo elettromagnetico e dello space weather.
- Berkeley Seismological Lab[33]. Laboratorio di ricerca scientifica dell'Università della California, Berkeley nell'ambito del quale vengono monitorati e studiati i precursori sismici elettromagnetici.
- Quake Finder Project[34]. Si tratta probabilmente del più famoso progetto di ricerca scientifica dedicato ai precursori sismici elettromagnetici. Attivo dal 2000 è sovvenzionato dalla NASA.
- EPRC (Earthquake Prediction Research Center)[35]. Progetto di ricerca Giapponese che ha il compito di promuovere a livello nazionale ed internazionale dei programmi di ricerca per la previsione dei terremoti.
- ARI (Associazione radioamatori italiani)[36]. È impegnata dalla fine degli anni novanta al monitoraggio dei precursori sismici elettromagnetici.
- SCEC (Southern California Earthquake Center)[37]. Progetto istituzionale collocato all'interno dell'USGS che si occupa di raccogliere tutti i dati sull'attività sismica globale allo scopo di eseguire un'analisi dei terremoti e dei fenomeni ad essi correlati. Parte integrante dello SCEC è l'EFP.
- EFP (Earthquake Forecasting and Predictability)[38]. Progetto di ricerca finalizzato alla previsione sismica che ha sviluppato una metodologia di ricerca condivisa in grado di connettere una vasta gamma di ricercatori ed esperimenti scientifici finalizzati alla previsione sismica: Collaboratory for the Study of Earthquake Predictability (CSEP).
- DEMETER (Detection of Electro-Magnetic Emissions Transmitted from Earthquake Regions) Satellite. Primo progetto del Centro Nazionale di Studi Spaziali (CNES) francese per lo studio delle anomalie elettromagnetiche ionosferiche e ambientali che precedono i terremoti. Attivo dal 2004.
- EPC (Earthquake Prediction Center) o GeoQuake. Progetto di ricerca russo impegnato nella previsione sismica anche attraverso lo studio dei precursori sismici elettromagnetici.
- NCEP (National Center for Earthquake Prediction)[39]. Progetto di ricerca fondato nel 1989 dall’Iran's Ministry of Science, Research and Technology. Attivo dal 1989.
- JEPC (Japan Earthquake Prevision Center). Centro di previsione sismica giapponese.
- TwinSat Project[40]. Progetto nato dalla collaborazione tra la Russia e l'Inghilterra per la rilevazione e il monitoraggio dei precursori sismici. Il frutto di questa collaborazione è rappresentato dal lancio in orbita di due satelliti artificiali in grado di monitorare il campo geomagnetico che dovrà avvenire tra il 2016 e il 2018.
- CSES (China Seismo-Electromagnetic Satellite)[41]. Progetto nato in collaborazione tra Cina e Italia per lo studio delle anomalie elettromagnetiche ionosferiche associate ai terremoti distruttivi. L'accordo italo-cinese prevede il lancio in orbita di un satellite artificiale in grado di eseguire misure del campo geomagnetico terrestre e dei parametri ionici del vento solare. Il lancio è avvenuto nel 2018.
- INGV-DPC Project S3[42]. Progetto di ricerca fondato dal Dipartimento Nazionale della Protezione Civile e dall'Istituto nazionale di geofisica e vulcanologia (INGV). Si è posto l'obiettivo di analizzare le emissioni elettromagnetiche naturali, le emissioni termiche e le variazioni delle proprietà meccaniche della crosta terrestre per computare delle previsioni sismiche. Doveva partire nel 2013.
- CIEN (Central Italy Electromagnetic Network)[43]. Rete italiana di monitoraggio ELF, VLF e LF entrata in funzione nel 2006.
- Stanford University, Department of Geophysics. Il Dipartimento di Geofisica dell'Università di Stanford ha creato un corso interlaurea dedicato al monitoraggio dei precursori sismici elettromagnetici[44].
- MEMFIS (Multiple Electromagnetic Field and Infrasound Monitoring Network)[45]. Progetto complesso di monitoraggio geofisico prodotto dall'Università di Bucharest, Romania, attivo dal 2004.
- Electromagnetic Monitoring Network of ISTC[46]. Progetto di monitoraggio elettromagnetico multiparametrico supportato dall'Istituto di geologia della Repubblica del Kirghizistan che porterà la costruzione di una rete di sensori elettromagnetici per lo studio dei precursori sismici a partire dal 2015.
- Opera (Osservatorio permanente emissioni radiosismiche) 2015 Project[47]. Rete di monitoraggio elettromagnetico attiva dal 2015 in Italia. La rete si pone l'obiettivo di monitorare con particolare attenzione la banda VLF (ma sarà anche in grado di tenere sotto controllo l'attività geomagnetica) per trovare delle correlazioni tra eventi sismici di forte intensità e le emissioni radio naturali.
- Quake Sat[48]. Nanosatellite della Stanford University lanciato nello spazio nel 2003 (la missione terminò nel 2005) venne equipaggiato di un magnetometro triassiale e di un sensore del campo elettrico. Strumenti appositamente concepiti per studiare i precursori sismici elettromagnetici.
- INFREP (International Network for Frontier Research on Earthquake Precursors)[49]. Si tratta di un progetto europeo che si fonda su una cooperazione scientifica tra diversi gruppi di ricerca internazionali. La cooperazione mira a costruire reti per misurare diversi parametri fisici / chimici al fine di cercare e studiare gli effetti legati al verificarsi di terremoti. Attualmente è in funzione una rete composta da più ricevitori in grado di misurare i segnali radio VLF-LF da diverse stazioni di trasmissione situate in tutta Europa. I dati raccolti vengono trasmessi ogni giorno al server situato presso il Dipartimento di Fisica dell'Università di Bari (Italia).